# Штаден, Иван Евстафьевич
Иван Евстафьевич Штаден (1803—1871) — генерал от артиллерии, комендант Брест-Литовской крепости.

## Биография
Родился 10 августа 1803 года, сын директора Тульского оружейного завода и впоследствии Тульского губернатора генерал-лейтенанта Евстафия Евстафьевича Штадена. Образование получил в Пажеском корпусе, из которого выпущен 31 марта 1822 года с чином прапорщика в лейб-гвардии 1-ю артиллерийскую бригаду.
В 1827 году Штаден при начале русско-персидской войны, будучи уже в чине поручика, был прикомандирован к Кавказской гренадерской артиллерийской бригаде, с которой и принял участие в блокаде крепости Эривани. Вскоре началась война с Турцией. Штаден тотчас же стал просить перевода в действующую армию. Просьба его была уважена, и он был командирован из Тифлиса в главную квартиру 2-й армии, а оттуда вернулся к своей 1-й гвардейской артиллерийской бригаде и совершил с ней кампанию 1828 года на Дунае. В следующем году Штаден сначала участвовал в осаде и взятии крепости Силистрии, а потом командовал 2-м отделением кегорновых мортирок, при переходе через Балканы, и наконец, по расформировании этого отделения, был прикомандирован к артиллерии 2-го пехотного корпуса, с которой участвовал во взятии Адрианополя. 20 октября 1829 года за отличия при осаде Силистрии Штаден получил золотую полусаблю с надписью «За храбрость».
Вскоре по возвращении в Россию Штадену пришлось принять участие в подавлении Польского восстания, и между прочим, сражаться под Остроленкой. Он участвовал также во взятии передовых укреплений Варшавы и в штурме её 27 августа. За отличия, выказанные в этом деле, он 26 декабря 1831 года был произведён в полковники и в 1832 году получил польский знак отличия за военное достоинство (Virtuti Militari) 4-й степени.
Назначенный вскоре по окончании кампании командиром № 4 батареи 18-й артиллерийской бригады, эту должность занимал около десяти лет, причём в 1839 году был награждён землей, 5 декабря 1841 года получил орден св. Георгия 4-й степени (за 25-летнюю службу в офицерских чинах) и 11 апреля 1843 года был произведён в генерал-майоры и назначен командиром 17-й артиллерийской бригады. В следующем году Штаден был назначен командующим 1-й артиллерийской дивизией, которой командовал до 26 ноября 1852 года, когда был произведён в генерал-лейтенанты и назначен исправляющим должность начальника артиллерии Средней армии, с оставлением начальником 1-й артиллерийской дивизии.
В 1861 году он был произведён в генералы от артиллерии и вслед за тем 22 января 1862 года назначен комендантом Брест-Литовской крепости. Эту должность он занимал до самой своей смерти, последовавшей 8 апреля 1871 года.
Его брат Николай также был генералом от артиллерии и командовал артиллерией Одесского, Казанского и Санкт-Петербургского военных округов.

## Награды
Среди прочих наград Штаден имел ордена:
- Орден Святой Анны 3-й степени с бантом (1827 год)
- Орден Святого Владимира 4-й степени с бантом (1828 год)
- Золотая полусабля с надписью «За храбрость» (20 октября 1829 года)
- Польский знак отличия за военное достоинство (Virtuti Militari) 4-й степени (1832 год)
- Орден Святого Станислава 2-й степени (1834 год, императорская корона к этому ордену пожалована в 1841 году)
- Орден Святой Анны 2-й степени (1836 год)
- Орден Святого Георгия 4-й степени (5 декабря 1841 года, за беспорочную выслугу 25 лет в офицерских чинах, № 6412 по кавалерскому списку Григоровича — Степанова)
- Орден Святого Владимира 3-й степени (1845 год)
- Орден Святого Станислава 1-й степени (1850 год)
- Орден Святой Анны 1-й степени (1852 год, императорская корона и мечи к этому ордену пожалованы в 1856 году)
- Орден Святого Владимира 2-й степени с мечами (1865 год)
- Орден Белого орла (1869 год)

В «Русском биографическом словаре» сообщается, что Штаден имел орден св. Александра Невского с алмазными знаками, однако упоминание об этом ордене отсутствует в послужном списке самого Штадена; сведения о награждении И. Е. Штадена отсутствуют также и в специализированном справочнике кавалеров ордена св. Александра Невского (Пономарёв В. П., Шабанов В. М. Кавалеры Императорского ордена Святого Александра Невского, 1725—1917: биобиблиографический словарь в трёх томах. М., 2009).